# Olimo

Mapa de algunas de las ciudades griegas de Caria y de algunas islas del Dodecaneso, donde se aprecia la ubicación de Olimo, al noroeste de Milasa.

Olimo (en griego, Ὄλυμος) fue una antigua ciudad griega de Caria (en la actual Turquía). 
Perteneció a la Liga de Delos puesto que aparece en los registros de tributos a Atenas en el año 450/49 y quizá en 448/7 y 447/6 a. C.
Se  ha documentado  que hubo una unión política (sympoliteia) entre las ciudades de Olimo y Milasa en el siglo II a. C. También se ha atestiguado el culto en Olimo a Apolo y Ártemis.
Se localiza cerca de la actual población de Kafaca, donde se han encontrado numerosas inscripciones del periodo helenístico.